# 硫酸铑(III)
硫酸铑(III)是一种无机化合物，化学式为Rh2(SO4)3。它可由三氧化二铑或氢氧化铑(III)和硫酸反应得到，依据条件可以析出不同的水合物。
{\displaystyle \mathrm {Rh_{2}O_{3}+3\ H_{2}SO_{4}\longrightarrow Rh_{2}(SO_{4})_{3}+3\ H_{2}O} }
它和碱金属磷酸二氢盐反应，可以得到黄色的磷酸铑[Rh(H2O)6]PO4·nH2O（n=0或1）沉淀。